# Tipula (Microtipula) diadexia
Tipula (Microtipula) diadexia is een tweevleugelige uit de familie langpootmuggen (Tipulidae). De soort komt voor in het Neotropisch gebied.